# Saint-Hilaire (Isère)
Pour la station de sports d'hiver, voir Saint-Hilaire (station de sports d'hiver).
Saint-Hilaire, ou Saint-Hilaire-du-Touvet, est une ancienne commune française située sur le Plateau des Petites Roches dans le département de l'Isère, en région Auvergne-Rhône-Alpes. Depuis le 1er janvier 2019, elle est une commune déléguée de Plateau-des-Petites-Roches.
Située en région grenobloise, elle accueille notamment la Coupe Icare, plus grande manifestation mondiale de vol libre.
Ses habitants sont appelés les Saint-Hilairois (Saint-Hilairoises).

## Géographie

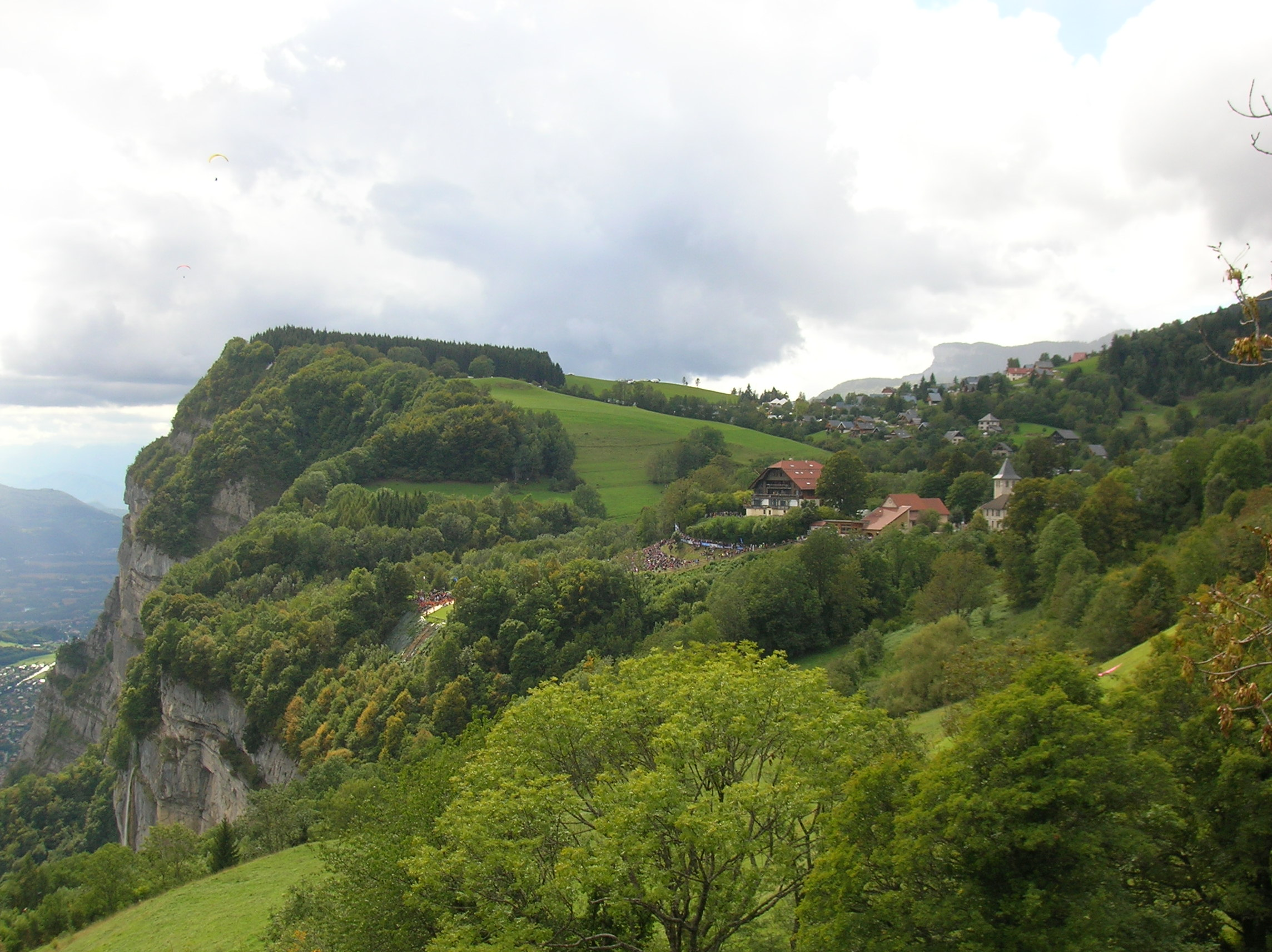
Panorama de Saint-Hilaire au bord de la falaise.

La commune se situe sur le plateau des Petites Roches, un balcon naturel, à environ 1 000 m d'altitude, en bordure orientale du massif de la Chartreuse, dominé par la dent de Crolles, qui renferme un labyrinthe souterrain.

### Sites géologiques remarquables
L'« ancienne cimenterie de Crolles » est un site géologique remarquable de 1,52 hectare qui se trouve sur les communes de Saint-Hilaire et de Crolles. En 2014, il est classé « deux étoiles » à l'« Inventaire du patrimoine géologique ».

### Transport

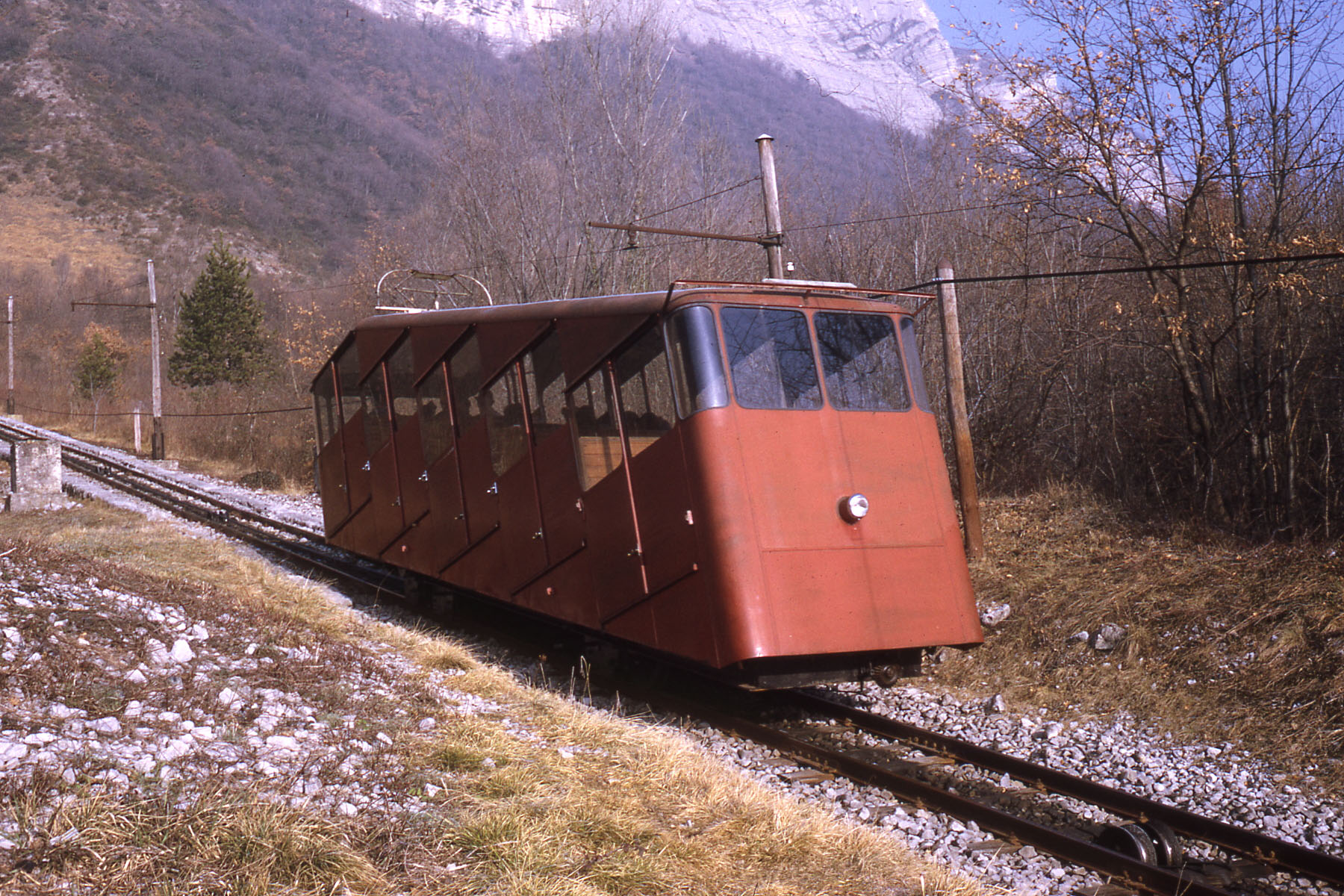
Le funiculaire en 1970.

Outre le funiculaire qui relie Lumbin à Saint-Hilaire, la ligne de bus 6550 Transisère dessert la commune.

### Communes limitrophes
| Saint-Pierre-de-Chartreuse | Saint-Bernard | La Terrasse |
|                            | Saint-Hilaire | Lumbin      |
| Saint-Pancrasse            | Crolles       |             |

## Histoire
Au Moyen Âge, le château épiscopal de Saint-Hilaire-du-Touvet se trouvait à la place du "Chalet", proche de la gare de la funiculaire. En contrebas du Chalet, il y avait la basse-cour fortifiée, au lieu-dit Pré de la Cour, toponyme qui en conserve la mémoire. Aucun château ne s'est conservé jusqu'à nos jours.
Aucun grand événement ni bataille marquante n'ont marqué l'histoire de Saint-Hilaire. On se contentera de fournir quelques dates qui ont marqué la vie des habitants de Saint-Hilaire.
Les terres de Saint-Hilaire ont été longtemps (du Moyen Âge à la Révolution) propriété des évêques de Grenoble. Droit que les évêques avaient acquis par donations de riches propriétaires (ex Les Porte-Traine), par transferts (ex. : prieuré de Saint-Martin de Miséré à l'évêché), par échange (ex. avec le seigneur de Montfort) ou par achats. Un document daté de 1260 fait référence aux chefs de famille de Saint-Hilaire jurant fidélité à l'évêque de Grenoble. Cette fidélité durera jusqu'à la Révolution.
En 1293 est construit par les évêques le château de Saint-Hilaire. Ce n’était pas un château mais plutôt une maison forte. C'était la résidence des représentants (les châtelains) des évêques qui administraient leurs biens et rendaient la justice. Il servait de résidence secondaire aux évêques. En 1495 il était encore en bon état. Il fut abandonné à la fin du XVIIe siècle. Du château il ne reste qu’un souvenir et le nom d’un lieu-dit le Pré de la Cour (de la cour de justice).
Le 25 juillet 1319 les habitants de Saint-Hilaire et de Saint-Pancrasse furent exemptés de leurs servitudes. Ils devenaient des hommes libres. Ils obtenaient par exemple le droit de se marier avec une personne d'une autre commune. Cependant il fallut attendre 1423 pour voir abolir le droit de mainmorte qui permettait au seigneur de récupérer les biens d'un défunt sans descendance directe.
24 février 1790 : élection du premier maire de Saint Hilaire, Jean Vial.
1836 : ouverture de la première école chez des particuliers. Il faut attendre 1862 pour que Saint-Hilaire se dote d’une école dédiée pour garçon et 1872 pour celle des filles.
1865 : ouverture de la route La Terrasse - St Bernard. 1888 : ouverture de la route des tunnels Les Eymes - St Pancrasse.
Avant l'ouverture de ces routes on pouvait accéder de la vallée au plateau des Petites Roches soit par le chemin du Manival (St Ismier - Les Baures) soit par le chemin de Craponoz (Bernin - St Pancrasse) soit par le Pal de fer (Montfort - St Hilaire) soit par le chemin du Grand Mollard (La Terrasse - St Bernard)
1898 : Henri Fabre lance du bec Margain un aéroplane qui atterrit à Lumbin.
1903 : installation de cabines téléphoniques.
1923 : inauguration du funiculaire construit pour transporter les matériaux nécessaires à la construction des sanatoriums. Il fut ouvert au public en 1924.
1924 : création du Syndicat d'Initiative et construction de la table d'orientation.
1928 : installation du réseau électrique.
1929 : inauguration du sanatorium de l'AMM. Les deux autres suivront en 1933.
1929 : installation du bureau de poste (dans l'école des filles).
Durant la Seconde Guerre mondiale, la résistance présente sur le plateau n’avait pas fait de Saint-Hilaire un lieu d’affrontement mais une base de repos, de soin et de convalescence en utilisant les facilités offertes par les sanatoriums et la bienveillance de leurs directeurs.
Le 1er janvier 2019, la commune fusionne avec Saint-Bernard et Saint-Pancrasse pour former la commune nouvelle de Plateau-des-Petites-Roches dont la création est actée par un arrêté préfectoral du 18 décembre 2018.

## Politique et administration

### Liste des maires
| Période | Période          | Identité           | Étiquette | Qualité                    |
| ------- | ---------------- | ------------------ | --------- | -------------------------- |
| 1965    | 1977             | George Rieussec    |           |                            |
| 1977    | 1989             | Claude Galaup      | DVG       |                            |
| 1989    | 1995             | Christiane Pauget  | PS        |                            |
| 1995    | 2001             | Colette Gravier    |           |                            |
| 2001    | 2014             | Pierre Boisselier  |           |                            |
| 2014    | 2016 (démission) | Jean-Bernard Allan | DVG       | Retraité Fonction publique |
| 2016    | 2020             | Philippe Wack      | DVG       |                            |

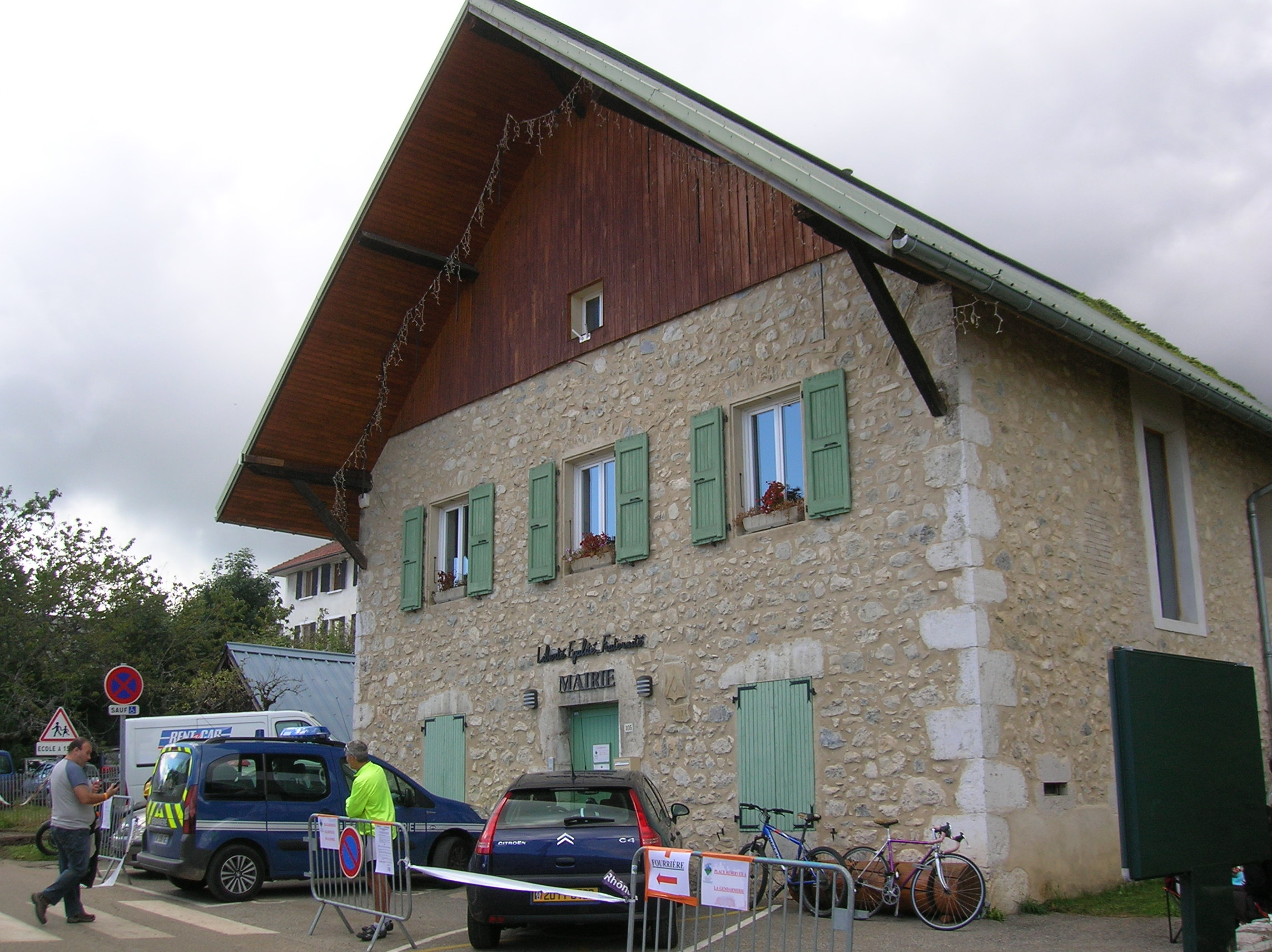
La mairie.

Depuis le 1er janvier 2019, Saint-Hilaire fait partie de la commune nouvelle du Plateau-des-Petites-Roches, résultant de la fusion de Saint-Bernard-du-Touvet, Saint-Hilaire et Saint-Pancrasse par arrêté préfectoral du 18 décembre 2018.

## Population et société

### Démographie
L'évolution du nombre d'habitants est connue à travers les recensements de la population effectués dans la commune depuis 1793. Pour les communes de moins de 10 000 habitants, une enquête de recensement portant sur toute la population est réalisée tous les cinq ans, les populations de référence des années intermédiaires étant quant à elles estimées par interpolation ou extrapolation. Pour la commune, le premier recensement exhaustif entrant dans le cadre du nouveau dispositif a été réalisé en 2004.

En 2016, la commune comptait 1 367 habitants, en évolution de −10,77 % par rapport à 2010 (Isère : +3,07 %, France hors Mayotte : +2,11 %).
| 1793 | 1800 | 1806 | 1821 | 1831 | 1836 | 1841 | 1846 | 1851 |
| ---- | ---- | ---- | ---- | ---- | ---- | ---- | ---- | ---- |
| 518  | 330  | 397  | 404  | 451  | 482  | 467  | 421  | 421  |

| 1856 | 1861 | 1866 | 1872 | 1876 | 1881 | 1886 | 1891 | 1896 |
| ---- | ---- | ---- | ---- | ---- | ---- | ---- | ---- | ---- |
| 417  | 390  | 395  | 403  | 403  | 395  | 380  | 363  | 326  |

| 1901 | 1906 | 1911 | 1921 | 1926 | 1931 | 1936  | 1946  | 1954  |
| ---- | ---- | ---- | ---- | ---- | ---- | ----- | ----- | ----- |
| 271  | 268  | 241  | 219  | 313  | 618  | 1 741 | 2 188 | 2 300 |

| 1962  | 1968 | 1975  | 1982  | 1990  | 1999  | 2004  | 2006  | 2009  |
| ----- | ---- | ----- | ----- | ----- | ----- | ----- | ----- | ----- |
| 1 307 | 987  | 1 131 | 1 298 | 1 423 | 1 248 | 1 734 | 1 691 | 1 515 |

| 2014  | 2016  | - | - | - | - | - | - | - |
| ----- | ----- | - | - | - | - | - | - | - |
| 1 330 | 1 367 | - | - | - | - | - | - | - |

### Sapeurs-pompiers
La caserne est de conception récente (1999) et moderne ; anciennement située dans les actuels garages communaux de Saint-Hilaire, elle a migré un peu plus loin au niveau du rond-point.
C'est une caserne composée exclusivement de sapeurs-pompiers volontaires, dont les effectifs varient aux alentours d'une vingtaine de personnes et dont les membres habitent le plateau. L'appel est effectué au moyen d'un bip porté par les sapeurs-pompiers en permanence et chaque commune du plateau dispose d'une sirène. Depuis l'été 2006, l'appel est sélectif : seul l'équipage au départ est appelé (système TAGIS). Les sapeurs-pompiers se mettent disponibles depuis un ordinateur ou leur mobile : ils ne peuvent être appelés que s'ils sont disponibles au planning.
La caserne effectue aux environs de 110 sorties par an, presque exclusivement sur le plateau, bien que tous les pompiers soient départementalisés depuis 1999. Le centre étant un centre isolé, les pompiers réalisent exceptionnellement des sorties en renfort dans l'Isère (ou le reste de la France comme pour l'été brûlant 2003 où le CCF de la caserne a parcouru les routes et feux de l'Isère pendant tout l'été).
Le centre est équipé des véhicules suivants :
- un VSAV-HR (Véhicule de secours et d'assistance aux victimes – hors route) ;
- une VLTT (Véhicule léger tout terrain) ;
- un VLHR (Véhicule léger hors route) ;
- un VTU (Véhicule toutes utilités) ;
- un CCR (Camion citerne rural).

La dotation, relativement riche, est due à l'éloignement du centre des autres moyens de secours. Les centres les plus proches qui partent en premier renfort sont ceux de Crolles et du Touvet.

### Manifestations culturelles et festivités

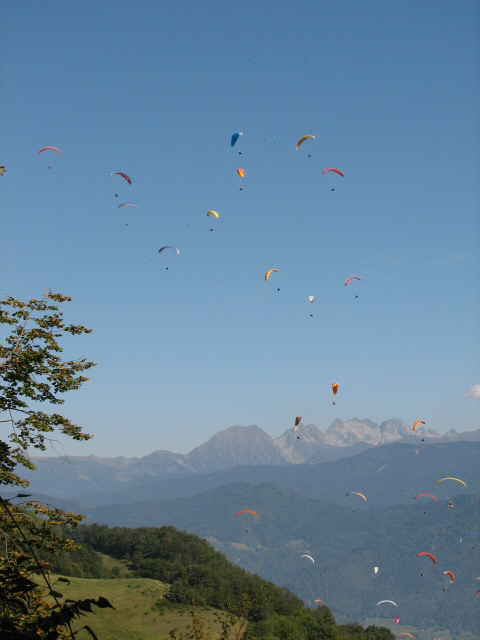
Coupe Icare 2005.

Vol libre : grand rendez-vous annuel des libéristes du monde entier (chaque année en septembre) : la Coupe Icare.

### Santé
Actuellement en démolition, les établissements sanitaires de Saint-Hilaire ont accueilli les convalescents et les malades après leurs périodes d'hospitalisation.

### Sports
- 4 décollages de vol libre sont situés sur la commune, 3 pour le parapente : Déco nord (la Moquette) 920m, Déco Sud à 950m, et le nouveau Déco Est 930m proche du funiculaire. L'atterrissage se fait sur la commune de Lumbin.
- 3 Clubs de Parapentes : le Club Saint Hil'Air existe depuis 1974, le Duck-parapente (ex Guc-parapente) et le Parateam.
- Le Club Delta permet d'exploiter le Déco Delta 980m, impressionnant à voir.
- Il existe aussi deux écoles de Parapente (Prévol et Air-Alpin) et une école de Delta (Delta-aventure) https://www.ecole-deltaplane.com/), plus des professionnelles indépendants... de quoi bien profiter du deuxième site de Parapente de France (plus de 1000 décollages jours en saison).
- Station de sports d'hiver des Petites Roches
- Ski Club des Petites Roches

Club de ski du plateau des Petites Roches favorisant une pratique loisir en ski alpin, ski de fond et snowboard.
- FC Petites Roches-Saint-Hilaire

Petit club de football regroupant les villages des Petites Roches.
- Judo-club des Petites Roches (JCPR)

Club de judo affilié à la fédération française de judo proposant des cours de judo, ju-jitsu et de taïso.
- Deux courts de tennis extérieurs éclairés
- Des trampolines sécurisés par élastiques pour l'acrobungy sont à disposition proche de la gare haute du funiculaire, derrière le "Chalet".

### Sports d'hiver
Station de sports d'hiver des Petites Roches :
- Ski alpin : 10 pistes (bleues, vertes, rouges), 5 téléskis, 24 canons à neige
- Ski de fond : une piste bleue de 5 km, « Les Dioux »

## Économie
Le commune fait partie de l'aire géographique de production et transformation du « Bois de Chartreuse », la première AOC de la filière Bois en France,.

## Culture locale et patrimoine

### Lieux et monuments
- L'église Saint-Hilaire de Saint-Hilaire :

En 1827 fut prise la décision de remplacer l’ancienne église devenue insalubre par une nouvelle. François Gerente curé de Saint-Hilaire fut le principal artisan de cette décision. Après de longues tergiversations il fut décidé de construire la nouvelle église sur les ruines de l’ancienne. Pierre Chatain de Saint-Hilaire dirigea les travaux. Une grande partie des matériaux utilisés furent pris sur les ruines du château épiscopal. La construction fut financée par le curé François Gerente lui-même et par les habitants de Saint-Hilaire. Le 7 août 1931, l’évêque consacra cette nouvelle église. Peu de temps après, Pierre Gerente quitta le plateau pour entrer au couvent de la Grande Chartreuse.
En 1832 furent fondues et installées les deux cloches, une en si bémol et l'autre en ré.
En 1836, un orgue mécanique fut installé derrière l'autel.
En 1855, la nef de l'église qui était enterrée fut remise au niveau du sol et l'église avait acquis son aspect actuel.
Les vitraux des chapelles latérales datent de 1964.

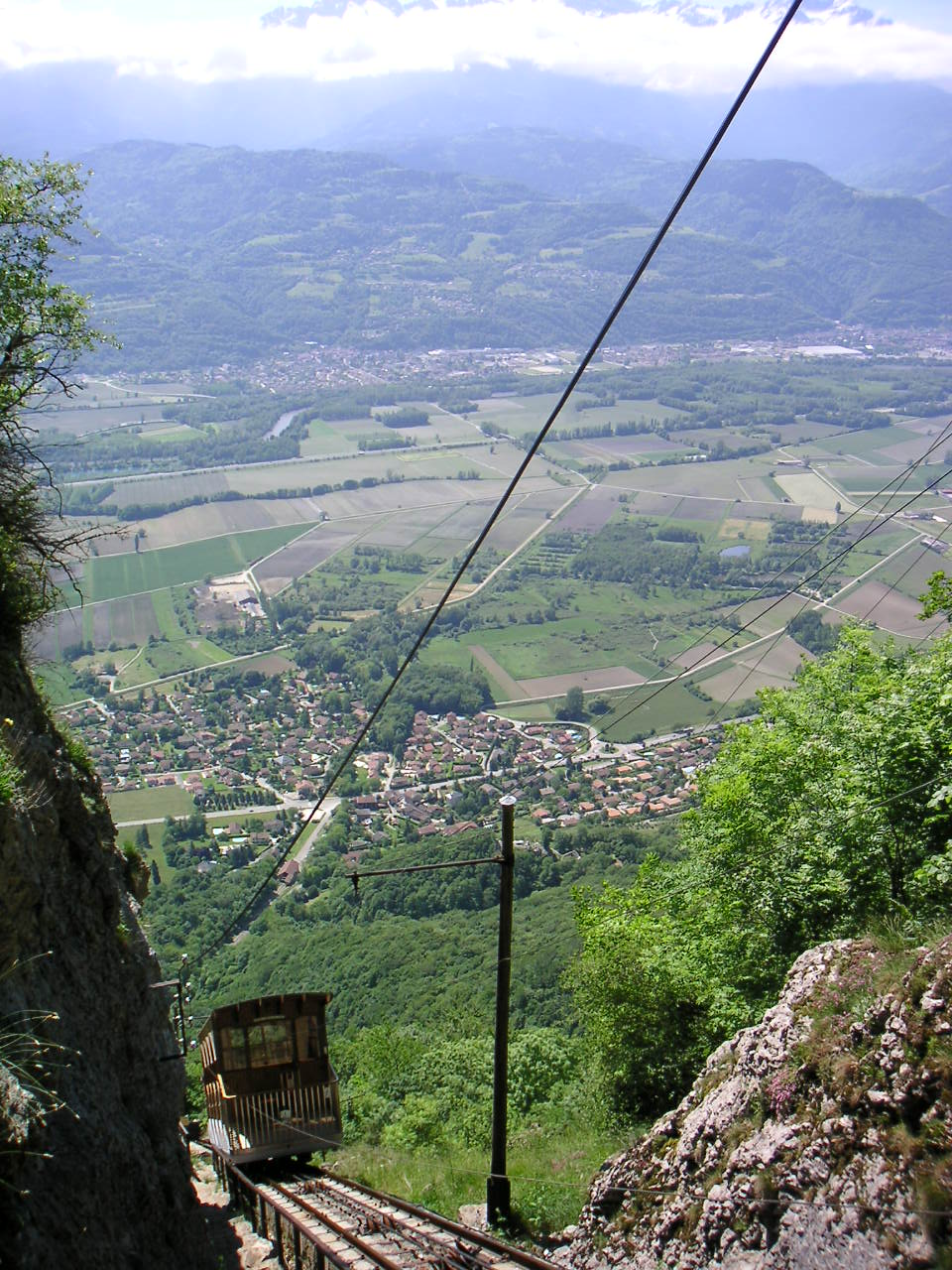
Prise de vue du funiculaire depuis le sentier du Pal de Fer. En arrière-plan : le hameau de Montfort (Crolles) au centre et Froges de l'autre côté de l'Isère.

- Funiculaire de Saint-Hilaire-du-Touvet

Construit dans les années 1920, il réalise l'exploit de gravir la pente la plus forte d'Europe (83 % par endroits) et permet de gravir les 740 mètres de dénivellation en 20 minutes. Ouvert d'avril à mi-décembre avec possibilité de visiter la machinerie à la gare haute, ce funiculaire réalisé à voie unique sur 1 480 mètres comporte une courte section à doubles voies à mi-parcours pour autoriser le croisement des deux voitures.
- Établissements hospitaliers

La commune abrite trois anciens sanatoriums reconvertis en établissements hospitaliers de convalescence et de rééducation. La construction de ces établissements remonte au début du XXe siècle, la ligne du funiculaire fut construite pour pouvoir amener les matériaux pour la construction de Rocheplane, le plus ancien des trois, sur le site du plateau des Petites Roches, difficile d'accès. Ils sont maintenant détruits et reconvertis en zone verte.
1. AMM Rocheplane : ancien sanatorium de l'Association métallurgique et minière ouvert en 1929.
2. Centre médico-chirurgical (CMC) Les Petites-Roches : ancien sanatorium des Petites-Roches ouvert en 1933.
3. Centre médico-universitaire Daniel-Douady (CMUDD) : ancien Centre universitaire de cure, ancien sanatorium des étudiants de France ouvert en 1935.

- La pierre à cupules de Saint-Hilaire-du-Touvet a été déplacée. Actuellement, elle se trouve déposée au flanc de l'église[14].
- Le moulin de Porte Traine, moulin à eau d'origine médiévale.

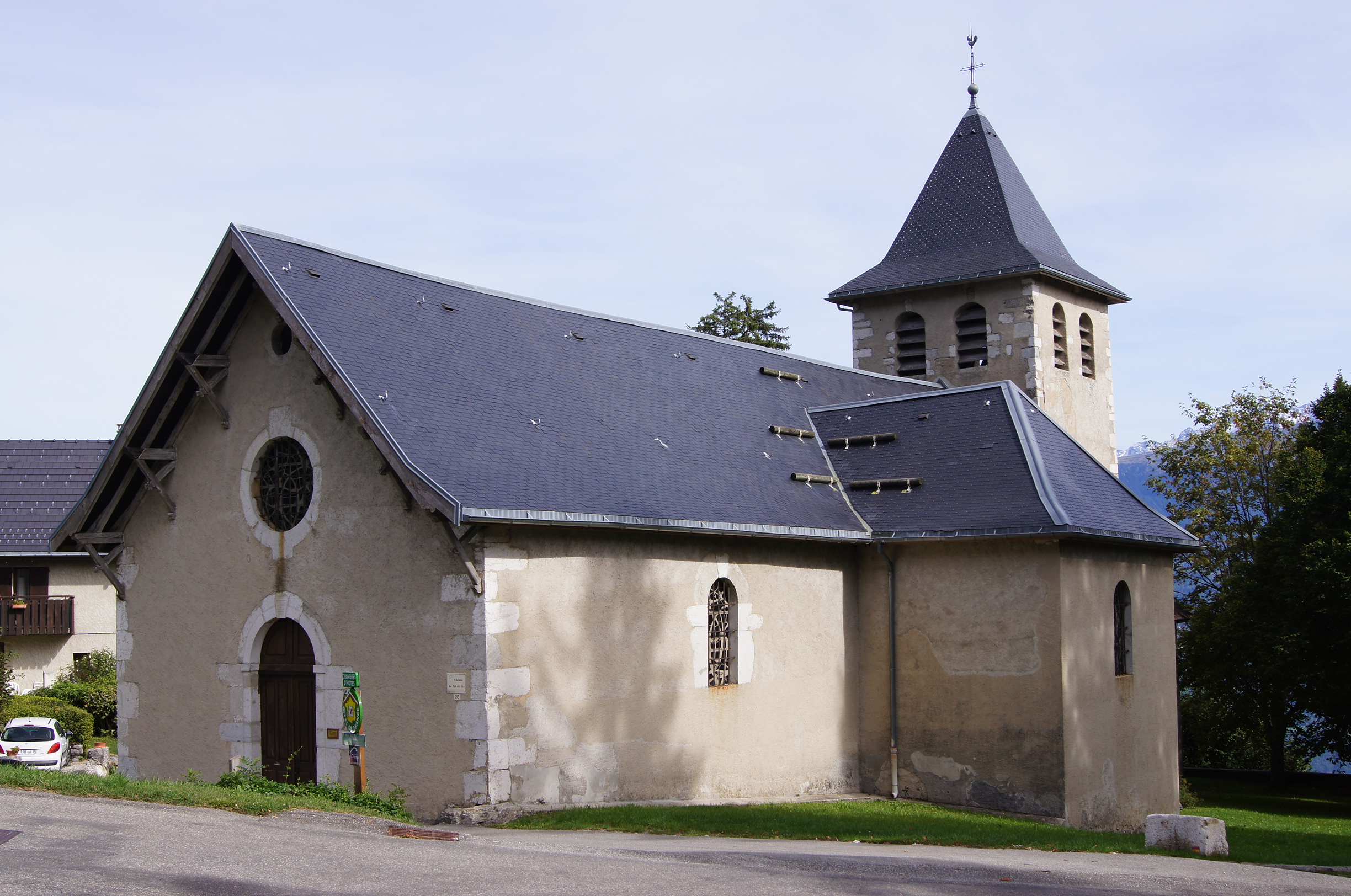
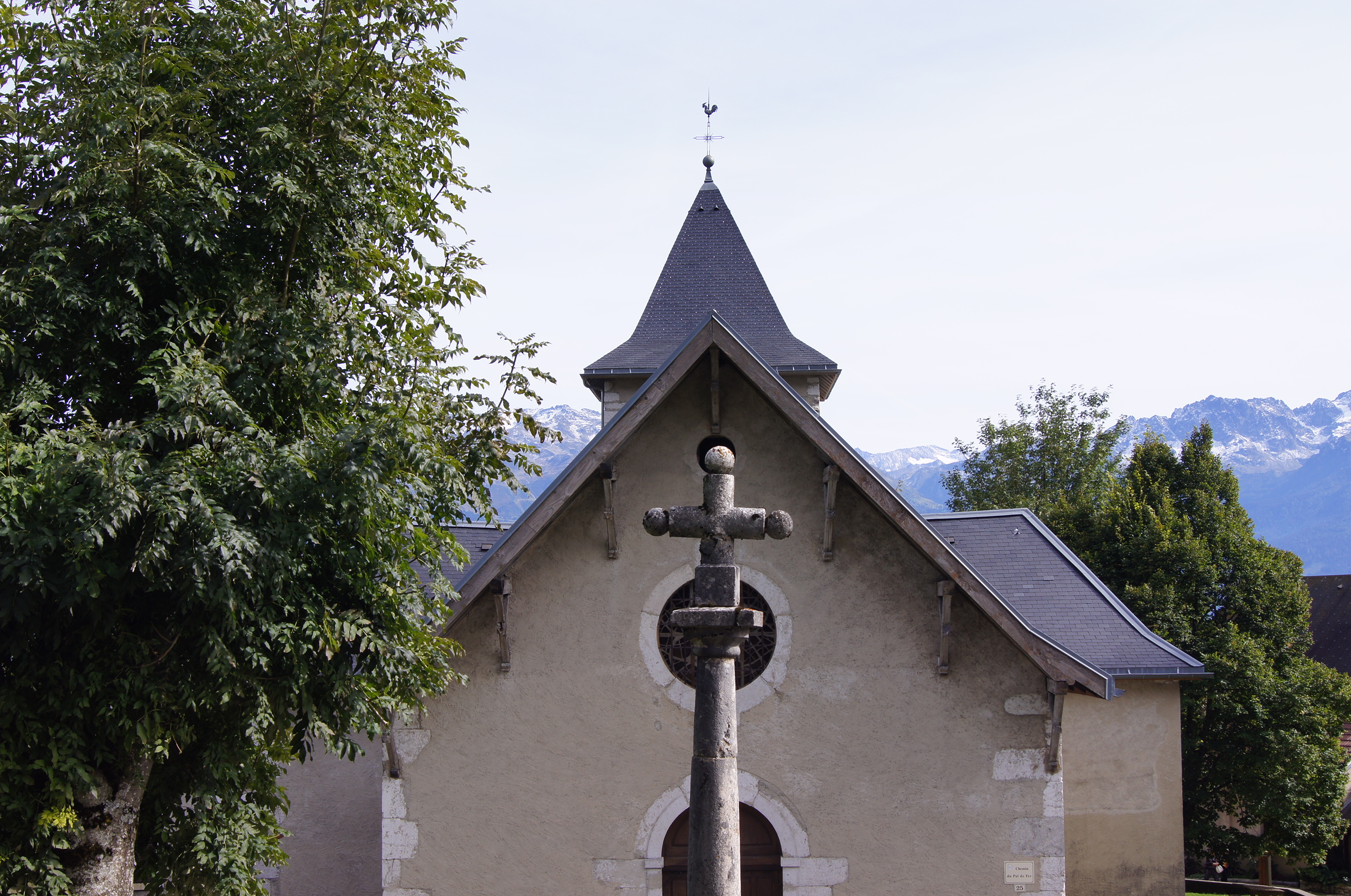
Église de Saint-Hilaire.
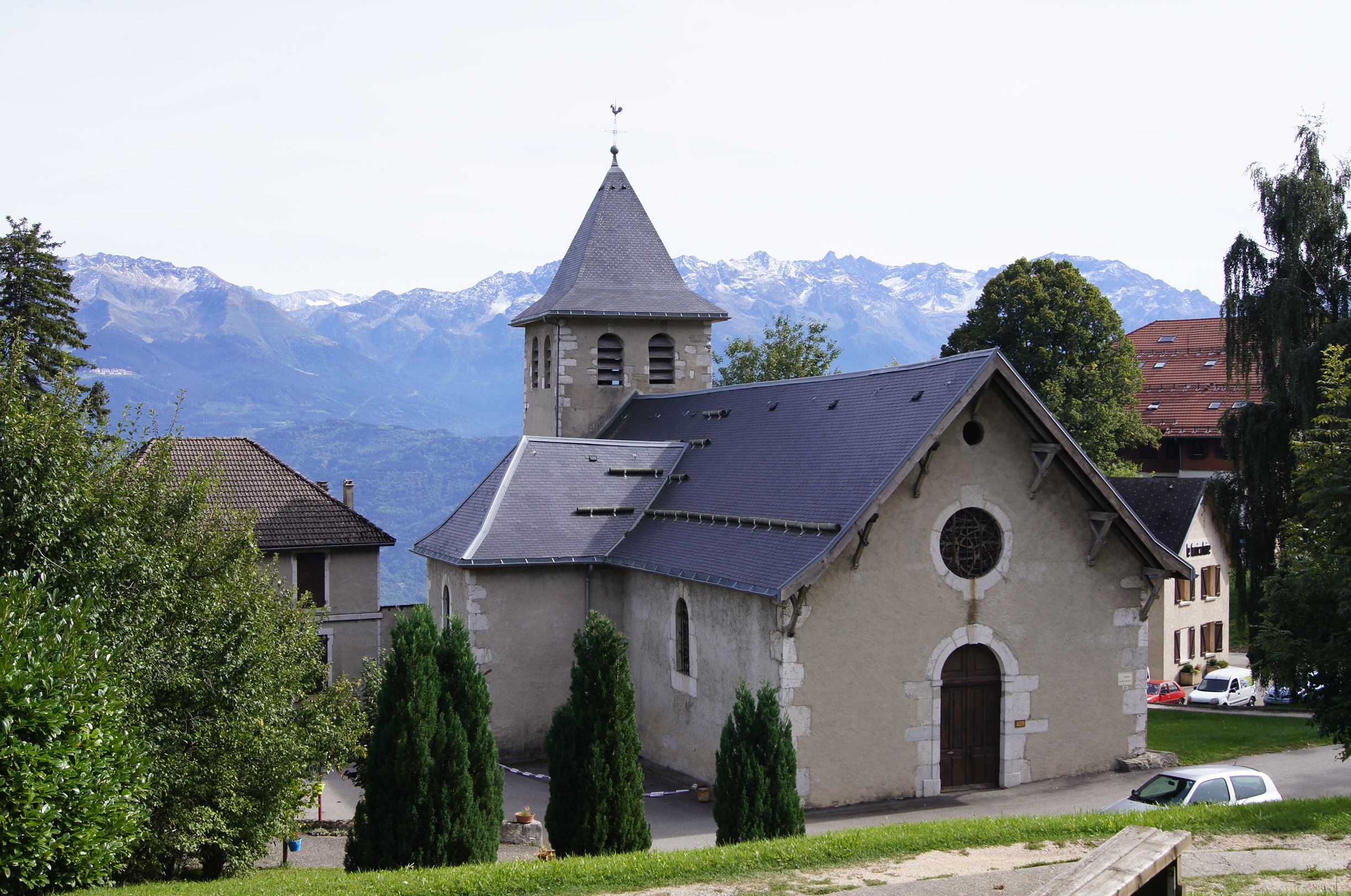
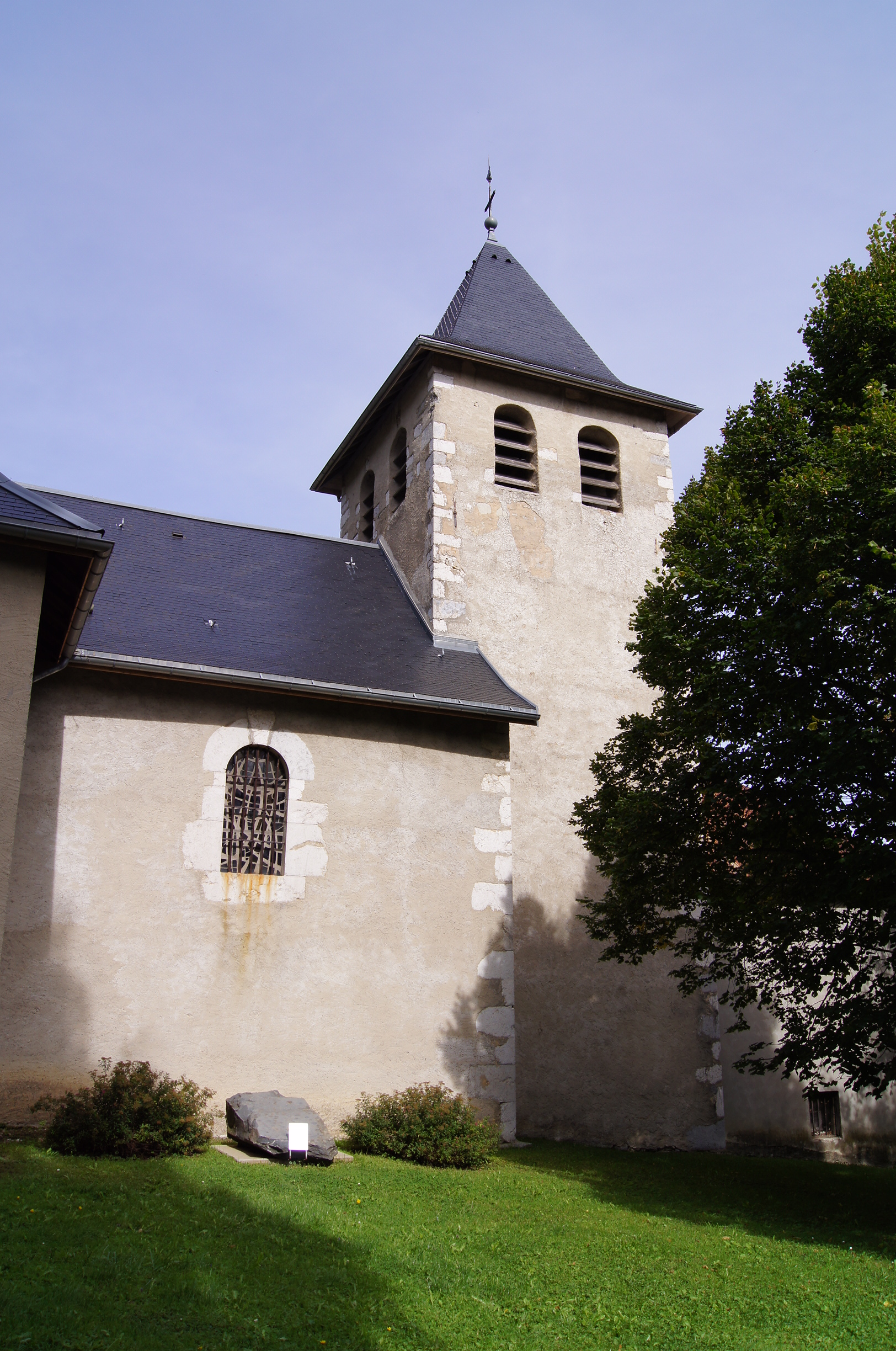
La pierre à cupules.
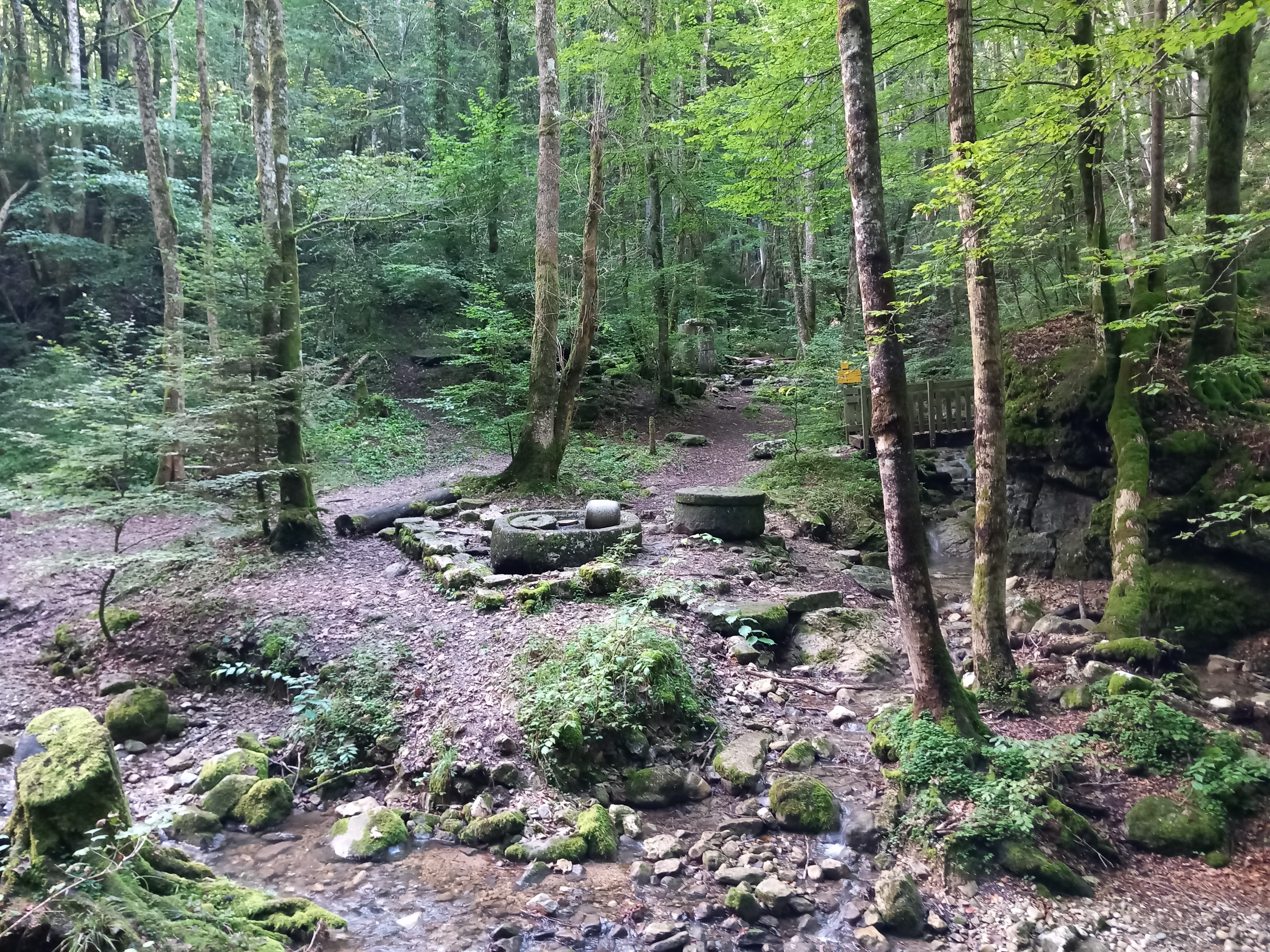
Site du moulin de Porte Traine.

### Patrimoine culturel
- une bibliothèque
- le « laboratoire d'Icare » est un espace muséographique et de découverte de l'univers aérien, en présentant les expériences de Da Vinci, Newton et Galilée, des jeux sur l'air, la gravité et le vol, le fonctionnement de la funiculaire et son histoire, et les films de la Coupe Icare.

### Patrimoine naturel
- Réserve naturelle nationale des Hauts de Chartreuse
- parc naturel régional de Chartreuse

### Héraldique, logotype et devise
| Blason de Saint-Hilaire | Blason  | D'argent au chevron d'azur accompagné en pointe d'une mitre de sable. |
| Blason de Saint-Hilaire | Détails | Le statut officiel du blason reste à déterminer.                      |